# Ruth Donnelly

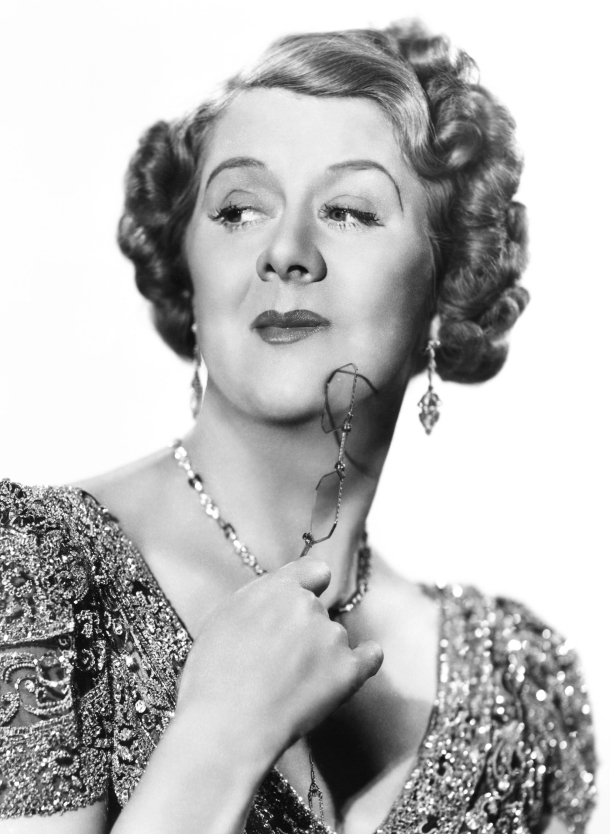
Ruth Donnelly, 1939.

Ruth Donnelly, född 17 maj 1896 i Trenton, New Jersey, död 17 november 1982 i New York, var en amerikansk skådespelare. Hon medverkade 1917-1971 i 13 produktioner på Broadway. Donnelly medverkade i över 90 filmer och spelade då vanligtvis komiska roller.

## Filmografi, urval
- 1933 – Footlight Parade
- 1933 – Privatdetektiv 62
- 1933 – Kvinnor utan män
- 1933 – Vi som gå affärsvägen
- 1933 – Hur ska detta sluta?
- 1934 – Under-bar
- 1934 – På väg till Mandalay
- 1936 – Kom så gifter vi oss
- 1937 – En gentleman kommer till stan
- 1938 – A Slight Case of Murder
- 1939 – Mr. Smith i Washington
- 1945 – Klockorna i S:t Mary
- 1946 – Cinderella Jones
- 1948 – Ormgropen
- 1950 – Nattens vargar
- 1956 – När skymningen faller